# 金牛湖街道
金牛湖街道，是中华人民共和国江苏省南京市六合区下辖的一个乡镇级行政单位。

## 行政区划
金牛湖街道下辖以下地区：
八百桥社区、新光社区、塘桥社区、长山社区、峨眉山社区、金牛山社区、金牛湖社区、马头山社区村、双塔村、金山社区村、峨嵋山村、茉莉花社区村、万山村、铁石岗村、樊集社区村、周徐村和和仁社区村。